# Baihua
Il baihua (Cinese semplificato : 白话文 ; Cinese tradizionale : 白話文 ; pinyin : báihuà wèn ; letteralmente, (scrittura vernacolare) o il cinese vernacolare è uno stile linguistico o registro della lingua cinese scritta basato principalmente sul mandarino parlato e associato al mandarino standard. Il Baihua non deve essere confuso con le diverse varietà di cinese parlate oggi. Dall'inizio degli anni '20, il baihua è stato lo stile di scrittura più comune in Cina, succedendo al cinese letterario, l'antico uso scritto di espressione della lingua cinese dalla fine della dinastia Han, succedendo al cinese classico dal tempo di Confucio. Un vernacolo scritto basato sul cinese mandarino fu usato nei romanzi delle dinastie Ming e Qing, e successivamente perfezionato dagli intellettuali associati al Movimento del 4 maggio. Dall'inizio degli anni, questa forma vernacolare moderna è stata lo stile di scrittura standard per gli oratori di tutte le varietà di cinese in Cina continentale.
Dagli anni '20 in poi, il cinese letterario lasciò finalmente il posto al volgare, che è lo stile di scrittura usato oggi in Cina. Questo era il risultato delle arie modernizzanti degli intellettuali della fine del XIX e dell'inizio del XX secolo. La maggior parte dei giornali, libri, pubblicazioni e testi giuridici dell'Amministrazione erano scritti in cinese vernacolare. Il governo l'ha imposto alle scuole primarie (mentre per le università ci è voluto più tempo).
A seconda del registro che vuoi dare a una scrittura, puoi farlo assimilare al cinese classico (sarebbe l'equivalente di usare un vocabolario arcaico o frasi latine).
Durante la dinastia Zhou (1046–256 a.C.), il cinese arcaico era usato sia nella lingua scritta che in quella parlata. Dalla dinastia Ming e dalla dinastia Qin, il cinese scritto iniziò ad evolversi e differire sempre di più dal cinese parlato. Nel corso del tempo, il cinese classico e il cinese vernacolare sono diventati così distanti che la lingua ufficiale è diventata sempre più difficile per le persone e il vernacolo non si limiterà più ad essere orale, sarà utilizzato anche nei testi scritti. Nonostante ci siano molte opere antiche scritte in cinese volgare, vedi i Quattro grandi romanzi classici, il romanzo era considerato un genere inferiore e chi scriveva a Baihua non aveva il prestigio degli studiosi che parlavano in lingua confuciana.
Jin Shengtan è considerato il pioniere della letteratura vernacolare. Ma la sua diffusione iniziò con il Movimento del 4 maggio, un movimento antimonarchico nazionale del 1919. Lo scrittore Lu Xun, il fondatore del Partito Comunista Chen Duxiu e altri intellettuali fecero guadagnare terreno al baihua, considerando l'elitista wényán, una reliquia Dal passato.
I riformisti non erano un gruppo monolitico, si dividevano tra quelli favorevoli a cambiamenti graduali e quelli favorevoli a cambiamenti radicali (come l'abbandono dei caratteri cinesi per imporre l'alfabeto latino).
Indipendentemente da ciò, il cinese letterario è ancora insegnato nella Cina continentale, a Taiwan (dove è molto popolare), a Hong Kong e a Macao, oltre a sopravvivere in molti colpi di scena del linguaggio accademico e di scrittura dei giornali.

## Distinzione tra lingua scritta e parlata
Durante il periodo della dinastia Zhou, il cinese arcaico era la forma scritta e parlata della lingua cinese ed era usato per scrivere i testi di riferimento di quel tempo. Dalla dinastia Qin, il cinese scritto iniziò ad evolversi e divergere dalla lingua scritta. Il divario si è ampliato nel tempo. Durante le dinastie Tang e Song, le persone iniziarono a scrivere in modo diverso dalla lingua scritta tradizionale, più vicino alla loro lingua parlata; queste lingue erano chiamate bianwen (变文 / 變文, biànwén, "lingua alterata") e yulu (语录 / 語錄, yǔlù, "notazione linguistica"), e la lingua orale era ormai consacrata come diversa dal cinese standard letterario che è rimasto di uso comune nell'amministrazione e utilizzato come lingua ufficiale e internazionale (anche in Giappone, Corea e Vietnam). Il cinese letterario stava diventando difficile da raggiungere per il popolo cinese. Durante le dinastie Ming e Qing, le lingue vernacolari iniziarono ad essere utilizzate in alcuni scritti, ma non negli scritti formali che rimasero scritti in cinese letterario.

## Scritto per la prima volta in volgare in Cina
Secondo Paul Demiéville, un cinese volgare e vernacolare era stato comunque utilizzato per iscritto almeno dall'VIII secolo, sotto la dinastia Tang, in particolare dai monaci buddisti, in particolare con riferimento ai manoscritti scoperti a Dunhuang, nelle grotte di Mogao all'inizio. del XX secolo. Gli huaben sono anche un genere speciale di racconti in lingua volgare, apparso durante la dinastia Song (960-1279).
Jin Shengtan (1610-1661, fine della dinastia Ming, inizio della dinastia Qing), che scrisse diversi racconti in cinese vernacolare.
Tuttavia, fu solo con il movimento del 4 maggio 1919 e la diffusione da parte di scuole e intellettuali come Hu Shi, Chinese Lu Xun, fondatore del Partito Comunista Cinese Chen Duxiu e Qian Xuantong, che il baihua , ha acquisito importanza. Il cinese letterario ha perso il suo prestigio, ed è stato quindi considerato invecchiato e vestigia di un'educazione elitaria d'altri tempi, e denigrato dai progressisti che ora avevano la cittadinanza in Cina. Le opere di Lu Xun e di altri scrittori, di fantasia e non, hanno fatto molto per la promozione del baihua. Il cinese vernacolare era ormai considerato lo standard dalla maggior parte delle persone. Parallelamente al progresso del baihua, la punteggiatura cinese, fino ad allora relativamente ridotta, si sviluppò ulteriormente sotto l'influenza delle lingue occidentali, così come i numeri arabo-indiani nella loro variante usata in Europa.
Dalla fine degli anni '20, quasi tutti i giornali, i libri e le pubblicazioni ufficiali e legali in Cina sono stati scritti in cinese vernacolare. Tuttavia, a seconda del tono o del registro che vogliamo dare alla scrittura, possiamo per stile o vocabolario avvicinarci al cinese letterario, come faremmo in francese usando un vecchio vocabolario o citazioni. Latino. Per cento anni, tuttavia, è diventato raro vedere scritti in uno stile vicino al cinese letterario. Le persone in grado di leggere e soprattutto di esprimersi in cinese letterario sono ormai poche e limitate a studiosi e specialisti di lingua o storia.
Il cinese letterario è ancora insegnato nella Repubblica popolare cinese, Taiwan, Hong Kong e Macao, nonostante la natura molto diversa dei sistemi educativi. Il successo di questo insegnamento varia molto da luogo a luogo, ma rimane popolare soprattutto a Taiwan.
Vedere Grammatica cinese per la grammatica del cinese scritto standard (cinese vernacolare).
Altre varianti vernacolari del cinese, tra cui cantonese, shanghainese e minnan (incluso taiwanese) (min nan), includono caratteri specifici e adattati, per scrivere in modo simile a come parlano le persone. Alcuni hanno persino adottato la romanizzazione, interrompendo una volta per tutte il legame con il cinese letterario. A differenza del baihua, queste forme scritte non sono state formalizzate e codificate e sono ampiamente utilizzate negli annunci commerciali e nelle comunicazioni ufficiali.